# 천년구미호
천년구미호는 기량작가가 네이버 웹툰에 연재하는 웹툰이다. 구미호나 세습무 등 한국 전통을 다룬 만화다. 매주 금요일에 연재되어 2016년 9월 16일 완결되었다.

## 줄거리
세습무의 운명을 가진 소녀와 천년의 속박에서 벗어나기 위한 구미호이야기

### 1~2부
주인공 반야는 천년 이상을 산 구미호이다. 감정적이고 저돌적이다. 자신을 족자에 가두었던 법운의 환생인을 찾아야만 족자에서 해방된다. 반야뿐만 아니라 여우종족 호족들도 마지막 수장의 죽음을 방관했다는 죄로 천지왕의 노여움을 얻어 신도 인간도 못되는 벌에서 해방되기 위해 환생인을 찾는다. 그런데 환생인은 반야가 지켜주고자 약속한 이소윤이다. 더군다나 도깨비들도 끼어들면서 점점 상황은 나빠진다.

### 3부
반야 일행은 검의 세계에서 현세로 돌아오지만 두억시니와 잡귀들이 귀신산을 차지하고자 소윤의 집을 습격한다. 거구귀의 도움으로 해결되긴 했지만 반야가 신이 되지 않을 생각을 하고 소윤의 사촌 이세미까지 나오면서 갈등이 깊어갈 기미를 보인다.

## 등장인물

### 주인공
반야
천년이상을 산 구미호. 남주인공이다. 감정적이고 화를 잘 낸다. 흰색 털을 가진 여우의 모습이며 인간의 모습일 때는 흰 머리카락에 흰 소복을 입고 있다. 과거에 어머니인 화연이 법운의 손에 의해 죽은걸로 오해하고 살생을 벌이는등 비뚤어지다가 법운에게 봉인당하고 이소윤의 조상에게 족자가 넘겨지면서 소윤 집안의 하인 노릇을 한다.족자에서 풀려나면 신이 될 생각이다. 법운을 증오하며 족자에서 해방된 후의 복수를 위해서 그의 환생인을 찾는다. 그러면서 소윤과 가까워진다. 소윤, 꼬꼬, 이랑 등과 함께 검의 세계로 떠난 후. 나중에 자신이 환생인에 대한 것과 어머니의 죽음 등의 진실을 알게 된다. 족자에서 풀려나자마자 신이되어 천계로 올라갔으나 인간세계에서의 10년 만에 30년간 근신처분을 받고 돌아와 이소윤과 함께했다.
이소윤
댕기머리를 한 소녀. 여주인공이다. 귀신이 꼬여서 염주를 가지며 영적인 존재를 볼 수 있다. 그녀는 반야가 찾던 환생인이다.  반야를 좋아하며 그에게 보호받고 있다. 친구인 채림을 구하기 위해 반야,꼬꼬,이랑과 검의 세계로 갔다가 법운의 영혼을 드러내게 되었다. 자신의 사촌 동생인 이세미에게 반야를 빼앗길 뻔 하였으나 반야가 천계로 올라가 그런 일은 일어나지 않았다. 반야가 천계로 올라가자 불사약을 먹고 반신의 존재에 다다르게 되었고, 반야를 다시 만나게 되었다.

### 호족
여우 종족. 천지왕의 벌을 받아 신도 인간도 되지 못해 화연의 구슬을 삼킨 법운의 환생을 찾아 다음대의 수장이 나오게 해 벌에서 벗어나려 한다. 나중에 료운이 수장이 되자 벌에서 벗어나게 된다.
여우신
반야의 아버지. 천년을 살아 구미호가 되어 하급신이 된 호족 여우들 중에서 특출해서 상급신이 되어 천지왕을 보필했던 인물. 그래서 호족의 자랑과 긍지로 여겨진다. 어느날 부인인 화연에 의해 폭주해 많은 정괴와 신들을 없애다가 보다못한 천지왕에게 소멸당했고, 화연도 호족에서 쫓겨난다.
화연
반야의 어머니. 호족의 수장이 되었으나 남편을 폭주하게 만든 일로 수장으로 인정받지 못하고 살해된다. 아들 반야가 신이되어 본인의 죄를 속죄하길 바란다. 죽기 전에 법운에게 본인의 구슬을 주었다.
백의 족
백선
백의 족 장로. 음흉한 성격의 소유자이며 아들 료운을 환생인으로 거짓 공표하고 이의를 제기하는 호족 여우들을 환술로 학살한다. 도깨비 두령 비형과 거래를 하고 있다. 실은 반야의 아버지를 폭주하게 만든 진범이며 이랑이 족자에 갇힌 원인이다. 이랑에게 팔을 뜯기고 연이은 전투 이후 각시도깨비에게 습격당해 죽을 위기에 처하지만 아내가 자신을 동정해서 겨우 살아나게 된다. 아내의 수명이 끝날 때 자신의 혼도 비형에게 넘겨주기로 하였으며 결국엔 그렇게 되었다.
녹의 족
목영
화연을 누님으로 모시는 녹의 족 장로. 반야가 신이 되길 바라고 있으며, 인간 세계를 떠돌면서 자신의 연인의 환생을 찾는다. 현재 녹의 족에 돌아왔다가 호족이 찾는 환생인으로 오해받은 자기 연인의 환생 채림을 구하고 돌아온다. 그러다 반야 일행과 합류하고 궁비라는 나티를 데리고 다닌다. 인간이 되려고 하였으나 채림과 초현에 의해 아직 구미호 장로로 남아있는 듯 하다.
초현
목영의 신하이며 삼미호. 잔소리가 많고 오지랖이 넓다. 목영을 잘 따른다. 에필로그에는 목영이 인간이 되기를 극구 반대하는 모습으로 등장하였다.
흑의 족
현령
흑의 족 장로. 환생인을 찾고 있다. 화연의 죽음에 가장 관련있는 듯하다. 나중엔 매구로 변해 사망하였다.
무위
칠미호. 머리모양과 작중 비호감적 행동으로 송편머리라며 비난받는다. 백의장로가 료운을 의심하는 여우들을 학살해서 료운을 매우 싫어한다. 환생인으로 오해받은 채림을 감시하다 목영에게 당해 꼼짝 못하는 상황이었다가 흑의 족과 녹의 족의 싸움에 동참하고 백의 족과의 전투에 나섰다. 백선이 살아남는 데 원인을 제공한 자 중 하나이기도 하다.
흑영
흑의 족 여우. 냉정하고 이성적인 듯 하다. 미향에게서 료운을 데려오려 했다가 허탕을 치고 돌아왔다. 료운이 수장이 된 후엔 흑의 족 장로가 되었다.
라온
흑의 족 여우. 흑영을 잘 따른다. 채림을 감시하다 무위와 함께 목영에게 당해 기절했다가 호족 간 전쟁에 참여했다. 현재 여부는 불명.
홍의 족
홍랑
전대 홍의 장로. 전대 도깨비 왕과 충돌하면서 서로 소멸되었다. 미향의 어머니였다. 백선에게 살해당했음이 드러났다.
적연
장로 중에서 유일하게 8미호. 사실 그는 홍랑이 사라지고 남은 홍의 족 여우들 중 꼬리가 많아 장로가 된 것이다. 색골 기질을 보인다. 료운의 구슬이 수장의 구슬이 아님을 알고 목영을 찾아가다 채림에 대한 대화를 나누고 흑의 장로의 강요에 못 이겨 호족 간 전쟁에 참여한다. 료운이 수장이 된 이후에도 장로직에 있다.
미향
색기 넘치는 불여우. 료운을 좋아한다. 홍랑의 딸이다. 료운의 구슬을 의심하기 시작한다.료운의 아버지 백선이 자기 원수임을 알고 료운에게도 증오심을 품게 되나 결국 어찌저찌 맺어지게 된다.

### 도깨비
호족과는 사이가 나쁘다. 호족이 신의 자격을 못 얻게 하려고 환생인을 찾아 죽이려 한다.
장
도깨비. 엉큼하고 나사 빠진듯한 모습도 보인다. 닭을 무서워한다. 새로운 도깨비 왕을 세워 도깨비들을 단결시키기 위해서 동족의 사는 곳들이 표시된 지도를 만든다. 이소윤이 환생인임을 그녀를 도청함으로써 알고 납치하려 했으나 실패한다.반야와 소윤 일행을 검의세계로 안내하며 소윤을 납치할 기회를 넘보다가 일행을 환술로 흩어지게 한다. 그러다  후 소원을 들어주려 한다.
자황
호전적인 불도깨비. 료운과 싸우다가 료운의 어머니를 모욕한 후 료운에 의해 소멸한다.
쌍둥이 도깨비
장의 동생들. 이름은 주황색 쪽이 길,하늘색 쪽이 산. 소윤과 반야를 따라 검의세계로 간다. 위험할 때 쓰라고 소윤이 할머니에게 빨간 구슬을 주었다.
두령(비형)
도깨비들의 두령. 도깨비들과 귀신들을 다스릴 권한과 힘을 가졌으며 백선과 거래 중. 현령과 싸우고 있는다가 백선의 구슬을 주면 자신이 홍의장로가 소멸한 원인을 알려주겠다며 거래를 했다. 그러다가 반야를 발견하고 반야와 대립 중이었다가 백선에 의해 폭주했던 각시도깨비를 제정신 차리게 하고 백선과의 거래를 끝마칠 목적으로 백선을 살려준다.
각시도깨비
전대 도깨비왕의 딸. 도깨비왕 후보지만 도깨비들에게 위협받고 있다.그녀가 전대 도깨비왕의 비밀을 알아서 백선과 비형이 거래를 한다고 한다. 둘이 전대 도깨비 왕을 죽게한 원흉이라 생각한다.
도깨비 왕
두령과는 별도로 도깨비들을 통솔하던 도깨비. 10년 전 홍의 장로에게 죽임을 당했다.

### 그외 등장인물들
료운
퇴마사. 구미호인 아버지 백선과 인간인 어머니 사이에서 태어났다. 아버지와 사이가 안 좋다. 환생인으로 오해받는다. 지금은 홍의족 궁에 있다가 어머니와 함께 달아나려 했다가 아버지에게 문전박대당하고 낙담하고 있다가 반야 일행과 합류하게 된다. 호족의 수장이 된다. 미향과는 그렇고 그런 사이
유채림
소윤의 친구이자 클래스메이트. 전생은 목영의 연인. 궁비의 입방정에 의해 환생인으로 오해받고 호족에 끌려갔다 목영에게 구출된 상황. 그러다 무위에게 죽을 뻔하나 목영의 도움으로 다시 살아난 이후 2부의 일이 끝나자 현세로 돌아간다. 목영과 결혼하여 아이를 낳았는데, 에필로그에서는 불사약 약초를 찾으러 목영과 함께 돌아다니는 모습으로 나왔다.
이랑
암컷호랑이. 활발하지만 반야처럼 화를 잘내고 거칠다. 옛날에 법운에게 구출받고 이름도 지어준 적이 있어서 그를 좋아한다. 그런데 법운이 화연을 사랑해서 화연을 질투했고 법운이 반야를 봉인하고 절벽에서 죽자 반야에게 복수하러 갔다 오히려 봉인되었다가 료운에 의해 봉인이 해제되었다. 료운을 법운으로 알아 료운에게 관심을 표하기도 했다. 반야,소윤을 따라 검의 세계에 갔다가 환생인에 대한 진실을 알게 된다.
꼬꼬
이소윤의 애완 닭이나 실상은 천신의 새이자 새들의 왕으로 웬만한 신들보다 높은 직급을 가진 봉황이며 반야의 구슬을 가진 족자의 계약자. 족자에 속박되어야 할 반야가 맘대로 나올 수 있는 건 이 신수 덕분이다. 반야하곤 티격태격한다(반야는 꼬꼬를 항상 고깃덩이라고 부른다). 반야 일행과 함께 검의 세계에 가는 중이었다 소윤이 환생인임을 안 반야를 제압하고 자초지종을 설명. 그 이후엔 천지왕과 반야에 대한 대화를 나누고 남은 일들 해결을 위해 다시 합류한다.
궁비
몇 백년을 산 쥐. 목영과는 친구(?)관계로 인간의 손톱을 먹고 손톱 주인으로 변신하고 생각도 알 수 있다. 반야를 붙잡아달라는 수연의 부탁을 들어 주다 반야에게 죽을 뻔해서 그를 두려워한다. 입방정이 심해 각종 사고를 일으키기도 한다. 가끔 채림 대신 채림 역할을 하기도 한다.
불가살이
상상의 동물 불가사리. 암수 한쌍이다. 잡귀들을 막을 수도 있다. 쇠를 먹으면 거대해지고 날뛴다. 가끔 등장한다. 목영에 의해 분홍빛은 설,하늘빛은 철이라고 불린다.초반에 소윤이 귀신에게 빙의되었을 때 소윤의 무의식 속으로 들어가서 사기를 밖으로 쫓는 역할을 하기도 한다.
소윤의 할머니
소윤의 할머니. 소윤이 무당이 되기를 바라나 이소윤은 거부한다.소윤,반야 일행이 검의 세계로 가고 혼자 남았으나 쌍둥이 도깨비들에게 위급할 때 쓰라고 구슬을 받았다. 그 구슬은 두억시니가 집을 습격했을 때 썼는데 딸 수연이
수연
소윤의 어머니. 이미 고인이나 한이 있어서 지박령이 되어 소윤의 집에 있다. 굉장히 고결했던 인물이며 소윤처럼 신기가 있어 무당이 될 수 있었으나 평범한 삶을 원했고 반야가 속박되는 것을 바라지 않아 가출했다. 나중에 소윤의 아버지가 사망한 후 귀신산에 돌아오나 소윤의 할머니에게 내쫓기고 산에서 소윤을 낳고 사망했다.
법운
한때 스님인 인물. 반야가 어렸을 때 아버지처럼 믿고 따랐으나 어머니의 원수로 오해해 비뚤어져가자 그를 족자에 봉인했다. 사실 그는 반야를 신이 되게 하기 위해 살생을 못하게 하려고 그랬던 것이다. 소윤의 몸에서 소윤의 본 영혼과 공존 중이었으나 무당이 된 소윤에 의해 하늘로 올라갔다.